# Atelopus coynei
Atelopus coynei är en groddjursart som beskrevs av Tomoyuki Miyata 1980. Atelopus coynei ingår i släktet Atelopus och familjen paddor. IUCN kategoriserar arten globalt som akut hotad. Inga underarter finns listade.